# Circleville (Ohio)
Circleville település az Amerikai Egyesült Államok Ohio államában, Pickaway megyében, melynek megyeszékhelye is. Lakosainak száma 13 927 fő (2020. április 1.).

## Népesség
A település népességének változása:

| 2010 | 13 314 |
| 2020 | 13 927 |